# Munhumutapa-Reich
Das Munhumutapa-Reich, auch Mwenemutapa-, Monomotapa-, Mwanamutapa-, Mutapa- oder Karanga-Reich genannt, war ein bedeutender vorkolonialer Staat im südlichen Afrika. Es umfasste Teile von Simbabwe und des mittleren Mosambik. Seine Blütezeit hatte es in der Zeit zwischen dem 11. und 15. Jahrhundert. Als die Portugiesen als erste Europäer das südliche Afrika bereisten, war es bereits in mehrere Teilreiche zerfallen. Da dieser Staat keine Schrift kannte, stützen sich die Kenntnisse über ihn auf archäologische Funde, besonders steinerne Monumentalbauten, von denen Groß-Simbabwe der bekannteste ist. Daneben gibt es zahlreiche mündliche Überlieferungen über seine Herrscher.

Wappen von 1569

## Das Reich
Schon aus dem 10. Jahrhundert wird aus arabischer Quelle von einem goldreichen Staat im Inland des südlichen Afrika berichtet. Die Mauern von Groß-Simbabwe entstanden im 13. bis 15. Jahrhundert. Der Ort begann wohl als lokales Zentrum für Viehhaltung und Ackerbau und führte ab einer gewissen Zeit zur Entwicklung einer komplexen Gesellschaft mit einer reichen Oberschicht und produzierenden Bauern und Nomaden darunter. Die Stadt selber soll in ihrer Blütezeit 10.000 bis 18.000 Einwohner gehabt haben. Aus dieser Zeit gibt es noch weitere Orte mit großen Steinbauten und eine große Zahl kleinerer Funde aus derselben Kultur. Trotz der Überlieferungen von einem mächtigen Reich ist nicht einmal sicher, ob alle diese Fundstätten zu dem Reich gehörten, dessen Hauptstadt Groß-Simbabwe war.
Nachgewiesen sind Handelsbeziehungen in den arabischen Raum sowie nach Indien und China. Exportiert wurden vor allem Gold und Elfenbein, importiert unter anderem Porzellan und Baumwollstoffe. Dieser Handel dürfte wesentlich zum Wohlstand beigetragen haben. Ein großer Teil dieses Handels lief über schriftunkundige Zwischenhändler, Swahili und Malaien. Um 1450 wurde Groß-Simbabwe als Zentrum aufgegeben. Als wahrscheinlichste Ursache gilt eine Überlastung der natürlichen Ressourcen durch die Bevölkerungskonzentration.
Beim Eintreffen der Portugiesen in der Region um 1500 gab es zwei Machtzentren, den Mutapastaat des Shonastammes Karanga im Norden, den die Portugiesen regelmäßig besuchten, zeitweilig sogar unter ihre Kontrolle brachten, und den Torwa-Staat (wahrscheinlich auch Shona) mit dem Zentrum Khami im Südosten, in dem lange Zeit der Einfluss islamischer Händler überwog. Um 1600 kam es im Torwastaat zu einem Bürgerkrieg, in dessen Verlauf einer der Herrscher die islamischen Händler vertrieb oder gar umbrachte. Um 1650 wurde der Torwa-Staat von dem Shonastamm Rozwi um den Changamireklan übernommen. Das Zentrum des Staates lag da schon etwa 80 km östlich von Khami in Danangombe, heute Dhlodhlo genannt. Khami und Danangombe sind ebenfalls große steinerne Gemäuer. Von besonderer Bedeutung im Mutapastaat war der Handelsplatz Massapa. Außerdem entstanden in diesem Staat bis Mitte des 18. Jahrhunderts mehrere kleinere Befestigungsanlagen, überwiegend aus Stein. In der Zeit intensiver portugiesischer Einwirkung zerfiel der Staat in Teilreiche. Der politische Zustand hielt sich so bis um 1830.
Um 1820 führte der Herrscher Shaka bei den zu den Nguni zählenden Zulu eine straffe militärische Organisation ein und begann mit der blutigen Unterwerfung von Nachbarstämmen. Die dadurch ausgelöste Wanderungswelle der Mfecane suchte auch die Shona-Staaten heim. 1831 machte der Tod eines Herrschers den Changamirestaat handlungsunfähig. 1834 wurde er von den zu den Nguni zählenden Ndebele unter Mzilikazi erobert, der dort das Matabele-Königreich errichtete. Um 1860 unterwarf er auch die Teilstaaten des Mutapareiches.

## Kultur und Staat

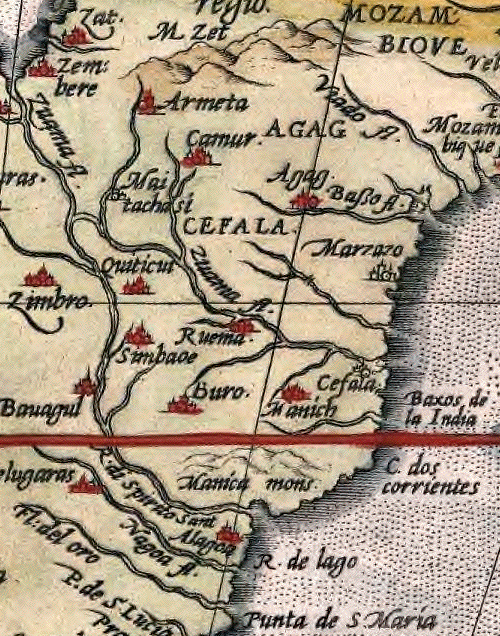
Africae tabula nova 1570:
Hafenstadt Cefala = Sofala,
Manich = Manica,
Simbaoe = Groß-Simbabwe,
Zuama = Sambesi; fast alle großen Flüsse Afrikas entfließen in dieser Karte demselben zentralen See.

Wie Munhumutapa organisiert gewesen ist, entzieht sich jeder gesicherten Erkenntnis. Mündliche Überlieferungen berichten von einer extremen Königszentriertheit, die bis zu der Tatsache gegangen sein soll, dass, wenn der König in Groß-Simbabwe lachte, jeder in der Stadt zu lachen hatte. Überlieferungen solcher Art scheinen auf einen radikalen Absolutismus zu verweisen, der in den Untertanen des Königs nur eine Ausdehnung des Königs selbst sieht, mithin keinerlei eigenständige Individuen, und somit von diesen uneingeschränkten Gehorsam bis zur Selbstverleugnung verlangt. Wahrscheinlicher ist aber wohl, dass wir es hier mit einer Form des sakralen Königtums (Gottkönigtum) zu tun haben, das für frühe traditionelle Religionen typisch ist und insbesondere in Zentralafrika verbreitet war. Vom Bergbau wird berichtet, dass die in den Stollen arbeitenden Menschen diese niemals hätten verlassen dürfen und oft Kriegsgefangene gewesen seien. Die erhaltenen Steinbauten deuten einerseits auf einen hohen Organisationsgrad dieser Gesellschaft hin. Andererseits ist es Trockenmauerwerk ohne Eckverbindungen, das keine Dächer trug, sondern nur Einfriedungen um Hütten bildete. Damit unterscheidet es sich deutlich von den gleichzeitig nur wenige hundert Kilometer entfernt entstandenen Bauten der islamischen Küstenstädte. Jene sind mit ihren Säulen und Gewölben damaligen europäischen Steinbauten technisch sehr ähnlich.
Mindestens so wichtig wie die imposanten Ruinen sind die Bewässerungsanlagen im Tal des Mazowe, die das Gebiet von Inyanga bis zum Sambesi bewässern. Auch im Süden der Ruinen finden sich solche Bewässerungssysteme. Sie bestehen aus einem riesigen System offener Gräben entlang der Berghänge, deren Gefälle subtil kalkuliert ist. Sie sind offenbar eine gänzlich eigenständige Leistung, und ihre Errichtung setzt eine enorme soziale Organisation voraus, die in der Lage war, so viele Arbeitskräfte zu koordinieren.

## Forschungsstand

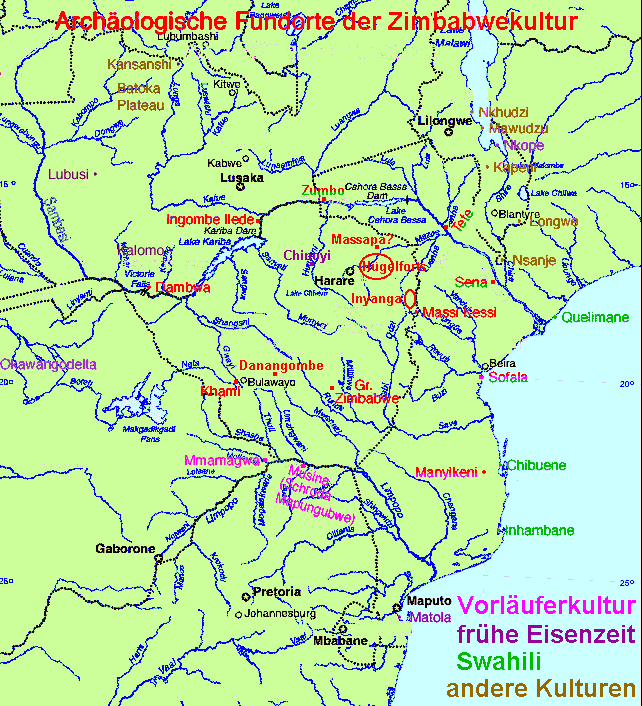
Simbabwe-Kultur (Monomotapa-Reich, Torwa- und Changamire-Reich) und Umfeld

Die Erforschung der materiellen Kultur stützt sich vor allem auf archäologische Funde. Ethnische Zuordnungen werden oftmals anhand sprachlicher Vergleiche gewonnen. Mündliche Überlieferungen können eine Ergänzung sein, bergen aber einige Probleme: Sie können Bedeutung und Taten der jeweils eigenen Gruppe überhöhen, sie können von der Begrifflichkeit her ungenau sein, und sie reichen hier nicht bis in die eigentliche Blütezeit zurück.
- Bis um Christi Geburt gab es nach dem jetzigen Forschungsstand im südlichen Afrika nur Jäger und Sammler. Erst um Christi Geburt treten Ackerbau und Viehzucht sowie Eisenverarbeitung auf. Die als Referenz[1] aufgeführte Arbeit von Britt Bousman über die Ausbreitung von Viehzucht im südlichen Afrika unterscheidet zwischen jungsteinzeitlichen Khoisan-Funden und früh-eisenzeitlichen Nicht-Khoisan-Funden. Der älteren Theorie einer unabhängigen Entwicklung der Viehzucht durch die Khoisan hält er folgendes entgegen: In weiter nördlich gelegenen Bereichen sind die Nachweise von Viehzucht älter und immer mit eisenzeitlicher Kultur verbunden. In den Jahrhunderten um die Zeitenwende finden sich Nachweise früheisenzeitlicher Tierhaltung im Süden des heutigen Sambia und im heutigen Simbabwe. Mit leichter Verzögerung, aber geografischer und zeitlicher Überlappung finden sich hier auch Nachweise von Viehzucht jungsteinzeitlicher Khoisan.
- Die Einführung des Eisens und Ackerbaus wird meist mit der Einwanderung der Bantu oder zumindest kleiner Bantu sprechender Gruppen verbunden[2]. Gewisse Funde zum Beginn der Eisenzeit am Okavango[3] ermöglichen Alternativen zur Gleichsetzung von Eisenzeit und Bantueinwanderung[4] ohne sie zu widerlegen. Denn dass am Okavango seit dem 18. Jahrhundert Khoisan durch Bantu ("modern Bantu tribes") verdrängt wurden, besagt nicht, dass nicht schon vorher Bantu dort gewohnt haben oder durchgezogen sind (vgl. Siedlungsgeschichte der Germanen und Slawen in Europa).
- Dem folgt ein Gebiet eisenzeitlicher Ackerbauern von Botswana 190, Nkope-Kultur 300[5], Kalomo 900. Lange Zeit haben offenbar steinzeitliche und eisenzeitliche Gruppen nebeneinander gelebt. Das Gebiet um Nkope, Quelimane, Inhambane, Musina, Ingombe Ilede, Zumbo, Nsanje, war bis 1500 das mit der größten Siedlungsdichte, lag von Groß-Simbabwe nach Osten. Ob es einen einheitlichen Kulturraum bildete, bleibt unsicher. Weder die Longwe-Kultur[6] noch die Nkope-Kultur wurden bisher sicher zugeordnet, auch nicht die Funde bei Kalomo (Kalundu-Kultur, Dambwa-Kultur, Gräber). Doch die frühe eisenzeitliche Gokomere/Ziwa-Tradition wurde in Matola, Sambesidelta (Lumbi, Nyamula Kinglet Region), Chinde, Sena und Masvingo gefunden.
- Dem früheisenzeitlichen Ackerbau folgt fortgeschrittene Eisenzeit mit ersten stadtähnlichen Siedlungen wie Mapungubwe bei Musina, dessen Keramik südlich des Sambesi von sehr hoher Qualität ist. Ingombe Ilede gilt ab 700 als besiedelt, Zumbo ist nicht sicher zu datieren, damit besteht eine Präsenz durch Siedlungen an den Sambesiübergängen mit fruchtbaren Auen. Dass der Einfluss dieser Grenzstädte bis Kansanshi gereicht hat, wird angenommen. Auf jeden Fall reichte der Handel über Ingombe Ilede bis Westafrika, wie Bodenfunde belegen. Die Rolle der im engeren Siedlungsgebiet schiffbaren Abschnitte der Flüsse Mazowe, Sambesi und Shire ist für diesen frühen Zeitraum und davor ungeklärt.
- Dem folgen Verbindungen mit der Küste des Indischen Ozeans mit Sofala, Inhambane und Konsolidierung von Handelsorten am Sambesi und anderen Routen.
- Glasperlen chinesischen Ursprungs, Kaurischnecken, indische Stoffe sind spätestens ab 900 existent mit einem Zenit um 1300, was vor den frühestens 1100 datierten Swahili liegt und sich später mit ihnen offenbar überschneidet. Munhumutapa liefert vor allem Gold, Kupfer, Eisen und Elfenbein. Das Gold dürfte im Fluss Mutare gefunden worden sein, der es aus den Adern von Massi Kessi schwemmte. Es wurde auch in Zumbo gewonnen. Die Goldgewinnung wiederum benutzte Methoden, die auch in Südindien üblich waren (Harald von Sicard), sich von den afrikanischen jedoch sehr unterschieden.
- Sofala, der nächstgelegene Küstenort, wird schon im 10. Jahrhundert von dem arabischen Geografen Al Masudi, der sich selber länger an der afrikanischen Ostküste aufhielt, als blühender Handelsplatz beschrieben, zu seiner Zeit allerdings noch mit heidnischem Herrscher (s. Weblinks).
- Wenig später entwickelte sich hier aus afrikanischen und orientalisch-islamischen Elementen die Swahili-Kultur. Ab etwa 1000 nach Chr. war sie an der Küste fest etabliert mit Herrschaftsstrukturen bis tief ins Landesinnere, z. B. Petauke, wie sichere portugiesische Quellen belegen.
- Beim Eintreffen der Portugiesen im 16. Jahrhundert bewohnen die Karanga das Mazowetal. Ihre Sprache, heute Chishona genannt, ist unter den südlichen zentralen Bantusprachen eigenständig, hat aber relativ viel Ähnlichkeit mit den Sprachen der Sotho-Tswana-Gruppe (Südafrika, Botswana, auch Sambia) und verwendet im Gegensatz zu den Nguni-Sprachen keine Klicklaute.

## Frühe Hypothesen
Die Erforschung von Munhumutapa begann Ende des 19. Jahrhunderts, nachdem der deutsche Afrikaforscher Karl Mauch 1871 die Ruinen von Groß-Simbabwe entdeckt hatte. Bald stieß man bei Grabungen nicht nur auf einen eisernen Gong, sondern auch auf Waren aus Asien und damit auf alte Handelsbeziehungen. Ob dieser Handel sogar bis in die Antike zurückreichte, ist lange Zeit Spekulation geblieben, besonders die, ob es sich hier um das in der Bibel erwähnte Land Ophir handelt, mit dem König Salomon im 10. Jahrhundert vor Chr. Handel trieb. Die heutige physikalische Datierung der Steinbauten und ihrer Vorgängerkulturen schließt die Ophir-Hypothese aus. Auch gibt es dort kein Sandelholz.

## Bewertungen

### Besiedlung
Archäologische Befunde sprechen für eine Besiedlung des Hochlands von Simbabwe durch Bantustämme seit dem 2./3. Jahrhundert n. Chr. Als Vorfahren der heutigen Shona werden die Träger der Gokomere-Kultur angesehen. Jedoch lässt sich bisher nicht sicher sagen, welche Stammeszugehörigkeit die Einwohner von Groß-Simbabwe hatten, zumal die Stadt Mitte des 15. Jahrhunderts weitgehend aufgegeben wurde.

### Steinbauten und Landschaftsgestaltung
Radiokarbondaten belegen für Groß-Simbabwe eine Bau- und Nutzungszeit im 11. bis 15. Jahrhundert. Alle weiteren streng zur Simbabwekultur zu rechnenden Bauten sind jünger. Frühere Zeitangaben tauchen zwar in einzelnen Abhandlungen auf, könnten aber aus einer Zeit übernommen sein, als eine physikalisch-chemische Datierung noch nicht möglich war und man die Ruinen aufgrund ihrer archaischen Bauweise für älter hielt.
Rundbauweise und das Fehlen von Eckverbindungen an Stellen, wo Mauern aneinander stoßen, sprechen gegen eine Bauherrenschaft aus anderen Gegenden am Indischen Ozean. Denn zu der Zeit waren nicht nur an den asiatischen Küsten schon seit Langem eckige Steinbauten üblich, sondern auch an nördlicheren Bereichen der afrikanischen Küste (z. B. Kilwa, 900 km südlich des Äquators). Der ganze Grundriss hat, wenn auch wesentlich größer, viel von einem afrikanischen Kraal: Die beeindruckend hohen Steinmauern von Groß-Simbabwe haben nie Dächer getragen, sondern waren Einfriedungen, in denen Hütten und Häuser aus Lehm und Holz standen. Im Jahre 1895 beschrieb ein Missionar die Residenz eines Ovambohäuptlings von der Westseite des südlichen Afrika. Aus Holzpalisaden und wesentlich kleiner als Groß-Simbabwe, folgt deren Grundriss dennoch ähnlichen Prinzipien. Die Steinbauweise endete auch nicht mit der Blütezeit der Kultur: Im Mutapareich entstanden kleinere Befestigungsanlagen (Hügelforts) vom 16. bis ins 18. Jahrhundert. An Danangombe (Dhlodhlo), der Residenz des Torwa- und später Changamire-Staates wurde bis ins 18. Jahrhundert gebaut, wenn auch die letzten der Maßnahmen mehr der militärischen Sicherung als der Repräsentation dienten und entsprechend gröber ausfielen.
Es ist zwar fraglich, wie lange das Bewässerungssystem am Mazowe in Benutzung war, aber der Shonastamm der Manica im Grenzgebiet von Mosambik und Simbabwe hat seine Terrassenfelder bis weit ins 19. Jahrhundert weiter ausgebaut. Der nicht ohne politisches Interesse von manchen Leuten postulierte Kulturbruch zwischen Simbabwekultur und heutigen Shona speziell, bzw. heutigen Bantu allgemein, schmilzt also bei näherer Betrachtung dahin.

### Handel
Chinesisches Porzellan und indische Baumwollstoffe sind in afrikanischen Fundstätten anhand von Isotopen und Spurenbeimengungen leicht zu identifizieren. Die Wege des Metallhandels zu rekonstruieren ist schwieriger.
Die Goldminen von Johannesburg waren zwar noch längst nicht entdeckt und wären möglicherweise mit den damaligen Methoden nicht auszubeuten gewesen, aber schon der arabische Reisende Al-Masudi berichtete um 916, also Jahrhunderte vor der Errichtung der ersten heute erhaltenen Mauern von Groß-Simbabwe, von einem goldreichen Staat im Hinterland von Sofala.

### Verlagerung und Teilung
Für das Simbabwe- oder Monomotapa-Reich müssen zwei Perioden unterschieden werden, jene, in der Groß-Simbabwe erbaut wurde, und jene, in der es zwei Zentren gab. Eines befand sich im Norden um das Mazowetal, wo die Portugiesen das Monomotapa-Reich Mokaranga vorfanden. Das andere lag im Südosten, zunächst als Torwa-, dann als Changamire-Staat. Die Traditionen berichten von Kämpfen zwischen beiden Machtzentren. Über die Gründe für die Aufgabe von Groß-Simbabwe um 1450 gibt es verschiedene Theorien. Die plausibelste nimmt die Erschöpfung der regionalen Ressourcen durch die Bevölkerungskonzentration an. Ob eine lange Dürreperiode im 14. oder 15. Jahrhundert zum Untergang des ursprünglichen Munhumupata-Reiches beigetragen hat, wurde von der Klimaforschung bisher nicht beantwortet. Auch eine Seuche oder ein Bürgerkrieg werden diskutiert.

### Europäer und Mfecane
Die ersten portugiesischen Quellen stammen aus dem 16. Jahrhundert. Im Mazowetal stieß der Jesuitenpater Gonçalo da Silveira, der den Shona-König Nogomo Mupunzagato (Chisamharu Negomo Mupuzangutu) missionierte, 1560 auf eine nennenswerte Besiedlung und soziale Organisation. Groß-Simbabwe beim heutigen Masvingo (unter britischer Herrschaft Fort Victoria, der heutige Name bedeutet "Ruinen") war etwa 100 Jahre zuvor verlassen worden und es gab noch einen zweiten Nachfolgestaat um Khami. Zwischen 1569 und 1572 reichte eine portugiesische Armee von 1000 Soldaten unter Francisco Barreto, um das gesamte Siedlungsgebiet zu erobern. Allerdings starb der Feldherr mit dem größten Teil seiner Truppe in Sena am Sambesi an einer Seuche, so dass nur wenige Überlebende die Küste erreichten und die Eroberung hinfällig wurde. Anschließend scheiterte 1574 eine Truppe von 400 Soldaten unter Vasco Fernandes Homen am Widerstand der Einwohner und an der Geographie im Nyanga-Hochland. Erst ab 1628 gewannen die Portugiesen wegen der Stammesfehden in Munhumutapa die Kontrolle, also im Mazowetal, die das Mutapa-Reich bis zum Ende des 17. Jahrhunderts in unbedeutende Stammesherrschaften zerfallen ließen. Mehr als ein Einflussgebiet erstrebten sie in dieser Zeit nicht. Zu echter staatlicher Kontrolle wurden sie erst durch den britischen Kolonialismus gezwungen, der 1890 ultimativ den Rückzug von den Goldfeldern von Manica, also aus Massi Kessi forderte und 1891 Grenzen zog. Um 1816 begann die Mfecane, eine Wanderungsbewegung der Nguni-Stämme aus dem Osten der heutigen Südafrikanischen Republik, ausgelöst durch straffe militärische Organisation und blutige Eroberungen der Zulu unter ihrem König Shaka. Nguni richteten 1830 ein Massaker unter den Einwohnern von Chinhoyi an. Im Folgejahr fiel der Changamire-Staat des Shona-Stammes Rozwi der Mfecane zum Opfer und wurde noch im selben Jahrzehnt leichte Beute der aus dem Gebiet der heutigen Republik Südafrika zuwandernden Matabele. Die Karanga im Nordosten wurden erst in den 1860er Jahren von den Matabele unterworfen.

## Mutapa-Herrscher
Mündlich überlieferte Genealogien sind immer mit dem Problem behaftet, der Bestätigung gegenwärtiger Herrschaftsansprüche zu dienen, bis hin zu heutigen Staaten:
- Nyatsimba Mutota (ca. 1430 bis ca. 1450) – Er und sein Sohn Matope werden anderen Quellen zufolge dem 12. und 13. Jahrhundert zugeordnet.[9]
- Matope Nyanhehwe Nebedza (ca. 1450 bis ca. 1480)
- Mavura Maobwe (1480)
- Mukombero Nyahuma (1480 bis ca. 1490)
- Changamire (1490–1494)
- Kakuyo Komunyaka (1494 bis ca. 1530)
- Neshangwe Munembire (ca. 1530 bis ca. 1550)
- Chivere Nyasoro (ca. 1550 bis 1560)
- Chisamharu Negomo Mupuzangutu (1560–1589) (erster urkundlich erwähnter Karangahäuptling im Mazowetal)
- Gatsi Rusere (1589–1623)
- Nyambo Kapararidze (1623–1629)

Die Torwa-Dynastie, deren ethnische Zuordnung für diese Zeit unklar ist, hatte zuerst Khami als Zentrum, später Danangombe. Es geriet im 17. Jahrhundert in einen Bürgerkrieg, dessen Sieger die vorher stark präsenten Swahili-Händler vertrieb oder gar umbrachte. Durch diesen Bürgerkrieg geschwächt, wurde es 1650 von den Changamire an der Spitze der Rozwi erobert. Die Kultur blieb bei diesem Machtwechsel unverändert und die steinernen Gemäuer von Danangombe wurden weiter ausgebaut. Aber 1831 zerfiel dieser Staat, dessen Einwohner sich durchaus mit Karangas vermischt haben können, unter dem Ansturm der Mfecane. 1837 wurde sein Gebiet von den Ndebele unterworfen. Der Mutapastaat hielt sich bis in die 1860er Jahre. Dann kam auch er unter die Herrschaft der Ndebele, so dass Karten aus dem späten 19. Jahrhundert das ganze heutige Simbabwe als Matabeleland ausweisen, während dessen König Lobengula sich als König der Matabele und der Shona bezeichnete.

## Ethnien und Etymologie
Die Portugiesen notierten als Name des Reiches "Mokaranga", als Herrschertitel "Monomotapa" (Vgl. Catholic Encyclopedia). Heute wird dieses Wort gerne als "Mwenemutapa", "Mwanamutapa" oder "Munhumutapa" gedeutet. Die Bedeutungen der ersten Worthälfte im heutigen Shona sind "Mwene" = Besitzer, "Mwana" = Kind und "Munhu" = Mensch, Plural "Vanhu". In einigen anderen Bantusprachen heißt "Mensch" "Muntu", Plural "Bantu", woraus die weltweit gebrauchte Bezeichnung "Bantu" für einen Großteil der Bevölkerung des mittleren und südlichen Afrikas wurde. Die zweite Hälfte des Namens, "Mutapa", bedeutet Herrscher. Unstrittig ist, dass die Karanga, ein Shonastamm, bei Eintreffen der Portugiesen dort lebten. Wie lange die von ihnen notierten Bezeichnungen damals schon in Gebrauch waren, ist bisher unbekannt.
Die Bezeichnung „Shona“ taucht erst seit 1835 auf, als der Matabele-Begriff für Nicht-Matabele. Die allerdings lange Zeit nur mündlich tradierte Geschichte der sich heute als Shona bezeichnenden Stämme reicht wesentlich weiter zurück, allerdings nur bis ins 15. Jahrhundert. Die Sprache Chishona bildet mit ihren Dialekten eine eigene Gruppe der Bantusprachen. Benachbart sind die Sotho-Tswana-Gruppe, die Nguni-Gruppe (Zulu, Ndebele), die Tsonga und die Venda.
Das Munhumutapa wird meist mit den Shona, die Karanga und Rozwi einschließen, in Verbindung gebracht.
Nach der offiziellen Darstellung der Geschichte Botswanas haben dort zumindest um 1200 schon Sotho-Völker gelebt. Die Bantu-Einwanderung südlich des Sambesi wird von Archäologen eher um die Zeitenwende angesetzt, von Linguisten eher um 1000 n. Chr.